# Медаль имени Александра Фадеева
Медаль имени Александра Фадеева — государственная награда СССР, присуждаемая за создание произведений литературы о героическом подвиге народа в защите Родины, об истории и жизни Вооруженных Сил страны. Названа в честь писателя Александра Фадеева. Учреждена Постановлением Совета Министров СССР № 45 от 17.01.1972 г.
Ежегодно к Дню Победы 9 Мая присуждались одна золотая и три серебряных медали. Премии утверждались секретариатом СП СССР и Главным политическим управлением Советской Армии и Военно-Морского Флота СССР.
В 1980-е годы присуждались три золотые и пять серебряных медалей.
Произведения, удостоенные Ленинской и Государственной премий СССР, на соискание медали им. А. А. Фадеева не представлялись.
В 2002 году награда была возрождена как Литературная премия им. Александра Фадеева.

## Награждённые
См. категорию Награждённые медалью имени Александра Фадеева.
|      | Золотая медаль                              | Серебряная медаль             | Серебряная медаль               | Серебряная медаль  |
| ---- | ------------------------------------------- | ----------------------------- | ------------------------------- | ------------------ |
| 1972 | Алексей Сурков; Михаил Шолохов              | Анатолий Ананьев              | Виктор Кондратенко              |                    |
| 1973 | Юрий Бондарев                               | Юлия Друнина                  | Нодар Думбадзе                  | Василь Козаченко   |
| 1974 | Георгий Берёзко                             | Пауль Куусберг                | Пётр Сажин                      | Иван Шамякин       |
| 1975 | Николай Тихонов                             | Владимир Карпов               | Адхам Рахмат                    | Георгий Халилецкий |
| 1976 | не присуждалась                             | Николай Горбачёв              | Фатех Ниязи                     | Анатолий Хорунжий  |
| 1980 | Максим Танк; Вадим Кожевников; Олесь Гончар | Юлий Ванагс; Наталья Кравцова | Пётр Крученюк; Василий Субботин | Иван Новиков       |